# Особенности национальной подлёдной ловли, или Отрыв по полной
«Осо́бенности национа́льной подлёдной ло́вли, или Отры́в по по́лной» — российский комедийный художественный фильм режиссёра Станислава Мареева (род. 7.5.1970, Мурманск, СССР).
Премьера в Росcии состоялась 1 декабря 2007, а 2 января 2009 года на канале ТВ Центр.

## Сюжет
Два друга, ресторанный музыкант и композитор Зиновий (Семён Стругачёв) и повар высшего разряда Антон (Андрей Федорцов) волею судьбы оказались вместе на зимней рыбалке. Зиновий хотел отправиться на рыбалку, чтобы успокоить нервную систему. Но уже в магазине рыболовного снаряжения нервы опять расшатываются: продавец не оставил герою ни копейки, всучив ему на последние ещё и пару лотерейных билетов. Антон же скрывается от владельца ресторана и по совместительству криминального авторитета.
Друзья на старенькой «Ниве» Зиновия едут на лёд Финского залива. Наутро они обнаруживают, что находятся на льдине посреди чистой воды. В ожидании помощи друзья проводят на льдине неделю. В это время они выигрывают в лотерею 3 миллиона (позднее это поможет выкупить ресторан). По итогам своих приключений Зиновий пишет оперу под соответствующим названием "Отрыв по полной".
В аннотации к фильму производится отсылка к «лихим 90-м», однако все окружение говорит о более позднем периоде.

## В ролях
| Актёр                | Роль                            |
| -------------------- | ------------------------------- |
| Семён Стругачёв      | Зиновий                         |
| Андрей Федорцов      | Антон Голявкин                  |
| Александр Баширов    | капитан Улётов                  |
| Андрей Сиганов       | Хозяин ресторана                |
| Татьяна Аптикеева    | Аля                             |
| Кира Крейлис-Петрова | Евгения Петровна (тёща Зиновия) |
| Анастасия Лифанова   | Соня                            |
| Анна Лутцева         | Музыкальный продюсер            |
| Ирина Основина       | Бухгалтер ресторана             |
| Сергей Рубеко        | управляющий ресторана           |
| Сергей Русскин       | Судаков                         |
| Борис Чердынцев      | Лейтенант в дежурной части      |

## Саундтрек
В фильме в качестве саундтрека широко используются мелодии песен группы «Ноль» (с альбома «Песня о безответной любви к Родине»).
Из версии для ТВ изъяты саундтреки группы «Ноль», заменённые нейтральной музыкой, и даже вырезаны некоторые сцены.